# W88
W88 — американская термоядерная боеголовка мощностью 455 или 475 кт. Боеголовка W88 доставляется внутри боевого блока Марк-5 (Mk-5) и составляет с ним неразделимое целое.. Боеголовкой W88 оснащается американская баллистическая ракета подводных лодок Трайдент II (наряду с боеголовкой W76). Носителями ракет Трайдент II являются американские ПЛАРБ типа «Огайо» и британские ПЛАРБ типа «Вэнгард». Была разработана Лос-Аламосской национальной лабораторией. Производилась с сентября 1988 по ноябрь 1989 года на Роккифлэтском атомном заводе в Голдене близ Денвера, штат Колорадо, компанией Rockwell International по заказу Комиссии по атомной энергии США. Было произведено около 400 боеголовок. Работы по программе продления эксплуатации осуществлялись на Канзасском атомном заводе (KCP) в Канзас-Сити, штат Канзас, компанией Honeywell Federal Manufacturing & Technologies.
Конструкция боеголовок является одним из самых тщательно охраняемых секретов США. Сведения о конструкции боеголовок W88 появились в СМИ в основном в результате шпионских действий Китая и компиляций представлений различных экспертов.

## Устройство
Боеголовка W88 для ракеты Трайдент 2 спроектированная по схеме Улама и Теллера

Принципиальная схема боевой части W88 ракеты Трайдент 2.

- 1. Первичный пусковой заряд («триггер»)
- 2. Вторичный заряд
- 3. «Корпус-толкатель»: корпус капсулы, по форме арахиса, направляющий рентгеновские лучи от первичного заряда к вторичному
- 4. Поропласт-наполнитель «корпуса-толкателя»; в оригинале «генератор плазмы».
- 5. Емкость с тритием (бустер первичного заряда: изменяя количество трития, подаваемого к центру первичной сборки, — меняется энерговыход как первичного, так и всего боеприпаса)
  - A. Инициирующий заряд взрывчатки
  - B. Плутоний-239
  - C. Тритий и дейтерий
  - D. Дейтерид лития-6
  - E. Инициатор из урана-235
  - F. Обжимающий заряд из урана-235
  - G. Корпус из урана-238

Конструктивно подобна разрабатывавшейся в то же время боеголовке МБР «Пискипер» W87. Однако в конструкцию внесен ряд изменений.
- В отличие от шахтных МБР, у БРПЛ находящихся на подводных лодках менее подвержены поражающим факторам ядерного взрыва и по этому W88 разрабатывалась без требований защиты от воздействия ядерного взрыва. Это позволило снизить массу боеголовки.
- Снижение требований по пожарной безопасности. Из-за требований высокой плотности компоновки боевого отсека боеголовки W88 располагаются вокруг двигателя третьей ступени. Это приводит к тому, что вместо расчетной для W87 температуры в 500 градусов, в случае аварии возникает температура свыше 1000 градусов. Это приводит к бессмысленности применения стойких к нагреву взрывчатых веществ. Поэтому применены обыкновенные бризантные вещества, удешевившие конструкцию.
- Благодаря снижению требований по пожарной безопасности в конструкции инициирующего заряда термоядерной боеголовки вместо нуклида урана 235U применен нуклид плутония 239Pu, что снизило массу конструкции.
- У комплекса МБР «Пискипер»/W87 более высокая точность (КВО 90 метров), в отличие от системы Трайдент II/W88 (КВО 120 метров). Поэтому для обеспечения высокой вероятности поражения защищенной цели мощность боевой части W88 увеличена с 300 до 475 кт.

| характеристика                    | значение                                                 |
| --------------------------------- | -------------------------------------------------------- |
| мощность                          | 475 кт                                                   |
| масса боеголовки                  | менее 350 кг[уточнить]                                   |
| длина                             | 1,75 м (68,9 дюйма)                                      |
| диаметр в районе хвостовой части  | 0,55 м (21,8 дюйма)[уточнить]                            |
| угол раствора конуса              | 16,4 градуса                                             |
| КВО (в составе ракеты Трайдент 2) | 120 метров (в зависимости от условий пуска до 90 метров) |
| количество произведенных          | 400                                                      |